# Mi vida dentro
Mi vida dentro és un documental mexicà de la directora Lucía Gajá, filmat en un penal de la ciutat d'Austin, Texas, on es presenta el cas de Rosa, una dona mexicana immigrant als Estats Units, capturada i jutjada com a culpable per l'homicidi d'un dels nens que cuidava.
El documental presenta una realitat de les dones immigrants preses als Estats Units.

## Sinopsi
Rosa Olvera Jiménez, arriba com a immigrant a Austin, Texas, als 17 anys, després de fugir de la seva casa a la recerca del somni americà, on va aconseguir treball com a mainadera. En el 2003, Rosa, és capturada com a sospitosa de l'homicidi del nen que cuidava com a mainadera, enjudiciada el 2005 i sentenciada a 99 anys de presó i sense esperança de poder sortir aviat ja que la revisió del seu cas estava programada per a l'any 2035.
Rosa estava embarassada de quatre mesos quan va succeir l'accident que li va costar la vida al nen que cuidava, des d'un principi se li va interrogar sense que existeixin causes en contra seva.
Aquest documental va ser gravat durant els 12 dies que va durar el judici, va comptar a més amb entrevistes en la cel·la de Rosa, activistes i amb la seva família a Ecatepec, Estat de Mèxic.

## Recepció
El documental propicia una campanya de denúncia i suport a Rosa perquè es reobrís el cas i comptés amb l'assessoria jurídica i legal.
| « | Si bé l'argument de Gajá és insuficient quan suggereix que el cas de Olvera és representatiu d'un sistema jurídic advers als mexicans, cobra força quan aconsegueix captar les particularitats dels personatges involucrats. Els comentaris increïblement racistes de la fiscalia parlen ja no sols de la injustícia comesa amb Olvera, sinó de la incompetència dels funcionaris que tots els dies decideixen les vides dels altres. | » |

El documental presenta una sèrie de fets de racisme a les dones preses als Estats Units. Durant els 12 dies d'enregistrament, la directora Gajá, va gravar frases de discriminació a Rosa per ser mexicana: "malgrat ser mexicana, és intel·ligent". El documental va generar la col·lecta i suport de moltes empreses i associacions, es va crear un fons manejat pel Club Rotari Mèxic, es realitzaren funcions espacials amb suport de Fundación Cinepolis, Canana Films i Ambulante.
El documental va atreure l'atenció de la Coordinació d'Afers Internacionals del Govern de l'Estat de Mèxic, la Comissió dels Drets Humans de l'Entitat i l'Ajuntament de Ecatepec, qui van contractar un despatx internacional d'advocats per a defensar a Rosa.
En el 2011, resultat d'una anàlisi detallada de les 40 hores d'enregistrament dels judicis i del suport d'advocats experts, el cas va ser reobert i es va ordenar un nou judici per a Rosa.
En el 2013, Suprema Cort dels Estats Units es va refusar a escoltar l'apel·lació de Rosa Olvera Jiménez.

## Premis
Festival Internacional de Cinema de Morelia
| Any  | Categoria                                | Documental     | Resultat   |
| ---- | ---------------------------------------- | -------------- | ---------- |
| 2007 | Millor Llargmetratge Documental          | Mi vida dentro | Guanyadora |
| 2007 | Millor Documental Realitzat per una Dona | Mi vida dentro | Guanyadora |

Premi Ariel
| Any  | Categoria                       | Pel·lícula     | Resultat  |
| ---- | ------------------------------- | -------------- | --------- |
| 2007 | Millor llargmetratge documental | Mi vida dentro | Guanyador |

Asociación de Mujeres en el Cine y la Televisión A.C
| Any  | Categoria  | Pel·lícula     | Resultat  |
| ---- | ---------- | -------------- | --------- |
| 2007 | Premi Musa | Mi vida dentro | Guanyador |